# Vlag van Estaimpuis
De vlag van Estaimpuis is op onbekende datum bij raadsbesluit vastgesteld als de vlag van de Henegouwse gemeente Estaimpuis. De vlag kan als volgt worden beschreven:
Gele vlag met een rood kruis en een rode leeuw met blauwe klauwen en tong in elke hoek.
De vlag komt overeen met het vlagontwerp van de Raad van Heraldiek en Vexillologie (Frans: Conseil d’héraldique et de vexillologie). De vlag is gelijk aan het tweede kwart van het gemeentewapen, evenals het vaandel uit het rechterdeel van het gemeentewapen. De gemeente Nevele gebruikt een vlag die erg lijkt op de vlag van Estaimpuis, met als enige verschil de leeuwenkorrels, die effen rood zijn op de vlag van Nevele.

Vlag van Nevele